# British Energy
British Energy war eines der größten Energieerzeugungs-Unternehmen im Vereinigten Königreich und im FTSE 100 Index gelistet. Zu British Energy gehörten acht Kernkraftwerke in Großbritannien sowie das Kohlekraftwerk Eggborough. Der Sitz der Firma war die schottische Stadt East Kilbride. British Energy wurde 1995 gegründet, um die acht modernsten Kernkraftwerke Großbritanniens zu betreiben. 1996 wurde British Energy privatisiert. British Energy wurde am 24. September 2008 von EDF Energy, einer Tochtergesellschaft der französischen Électricité de France (EDF), für 12,5 Milliarden Pfund übernommen.
Die Transaktion wurde im Februar 2009 finalisiert.
EDF verkaufte im Sommer 2009 20 Prozent an den britischen Energiekonzern Centrica (den Mutterkonzern von British Gas) weiter.

## Kraftwerke
- Kohlekraftwerk Eggborough
- Kernkraftwerk Dungeness B
- Kernkraftwerk Hartlepool
- Kernkraftwerk Heysham
- Kernkraftwerk Hinkley Point B
- Kernkraftwerk Hunterston B
- Kernkraftwerk Sizewell B
- Kernkraftwerk Torness